# Via Popilia

Les vii romaines

Le nom de Via Popilia a été donné à deux voies romaines différentes, commencées durant le consulat de Publius Popillius Laenas, plus connu pour son attaque contre les Gracques. L'autre consul, en cette année -132, était Publius Rupilius.
La première de ces voies, la Popilia-Annia est une extension de la Via Flaminia, d'Ariminum vers le nord de l'Adriatique. 
La seconde, la via Capua – Rhegium, menait de Capoue à Rhégium (Reggio de Calabre), sur le Détroit de Messine.

## La question du nom
Le nom de Via Popilia est entré dans les mœurs, mais la question de la dénomination correcte à donner à la via est encore débattue. En fait, une interprétation actuelle (qui est majoritaire) prend en charge la légalité du nom Via Popilia, identifiée en Publius Popillius Laenas, le consul qui l’aurait fait construire en 132 av.J.-C., en vertu de ce qui est indiqué sur une antique borne milliaire romaine trouvée à Polla dans la province de Salerne en Campanie (Italie du Sud).

## Via Popilia-Annia

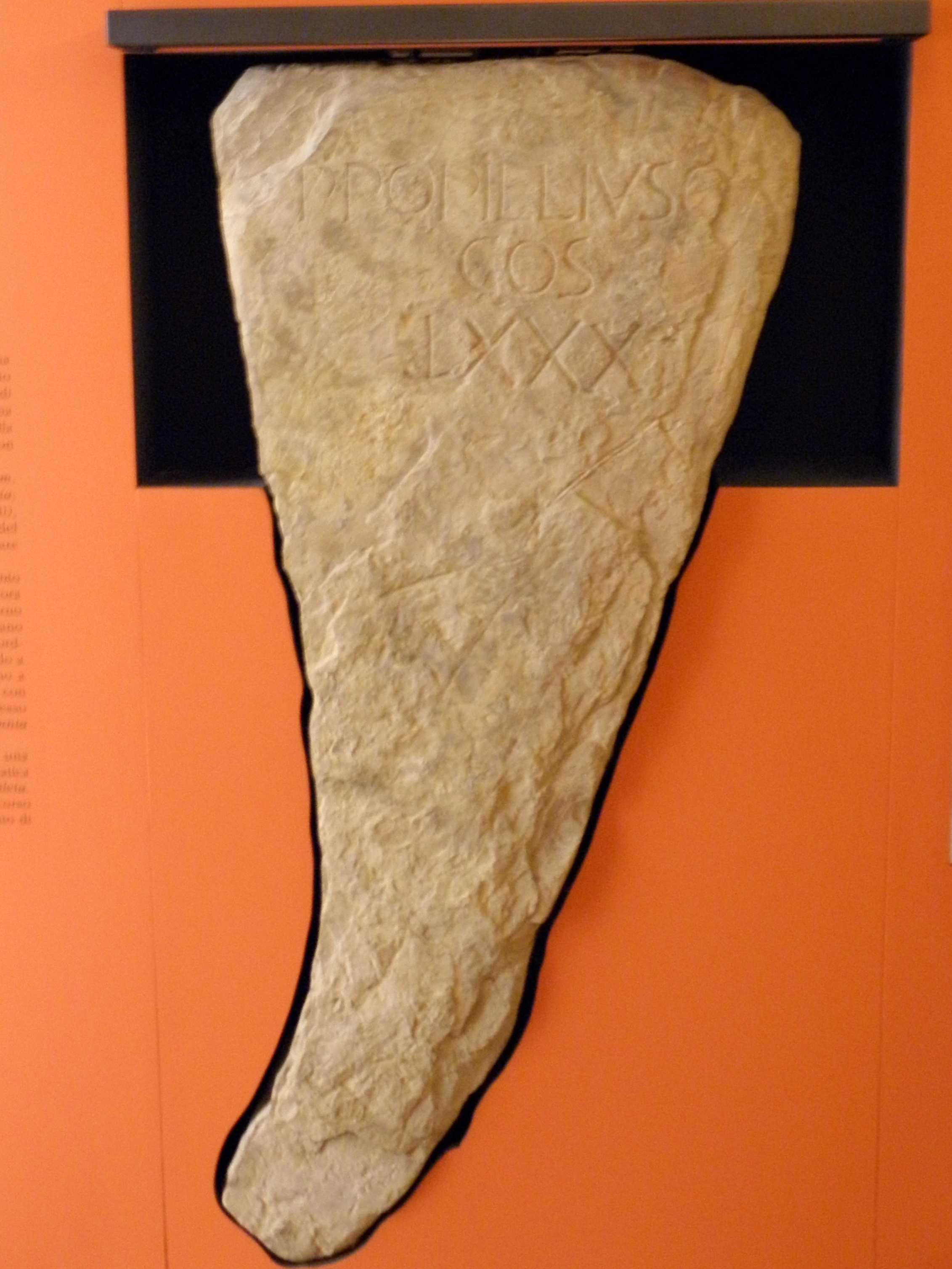
(cippe de Polla), borne romaine de la via Popilia à Adria

Via Popilia-Annia ou via Annia Popilia est le nom du système routier romain de la région côtière romagnole-vénète, constituée de deux tracés:

### la via Popilia
Antique voie de la colonie romaine, de 132 av.J.-C., qui partait de Ariminum, Rimini qui menait à la cité d'Aquilée en passant par Ravenne, Adria et Altino.
Cette voie resta également importante au Moyen Âge, à l’époque du christianisme, constituant une alternative à la via Romea (route nationale SS309 Romea), par laquelle les pèlerins chrétiens rejoignaient Rome.
À l’époque post-antique, elle continuait à être utilisée le domaine de l’exarchat byzantin avec Ravenne comme capitale.

### la via Annia
Elle reliait Hatria (moderne Adria) à Patavium (Padoue), Altinum (Altino), Iulia Concordia (moderne Concordia Sagittaria, où elle croisait la via Postumia) et se terminait à Aquileia. Près de Mestre (Venise), la voie se rapprochait de la côte, alors qu’entre Altino et Concordia elle utilisait un système de voies déjà existantes. 
Elle fut construite en 131 av. J.-C. par le préteur Titus Annius Rufus. Son déclin advint durant l’Antiquité tardive, soit à cause des variations du territoire (en particulier celui de la lagune) soit à cause du dépeuplement provoqué par les invasions barbares.
Quatre bornes milliaires ont été trouvées ainsi que les vestiges de deux relais postaux (mutationes)  à Sambruson de Dolo et à Marghera), des ponts (près de Grassaga de San Donà di Piave et de Musile di Piave)
Son parcours est particulièrement visible par de simples photographies aériennes dans la zone lagunaire, faiblement peuplée et qui est restée agricole depuis plus de deux millénaires. Par contre, le réseau hydrographique a été profondément modifié, ainsi plusieurs ponts ont été trouvés en plein champs. 
La mise en valeur de la Via Annia est réalisée par la région de Venise qui en a fait un objet touristique.

## Via Capua-Rhegium

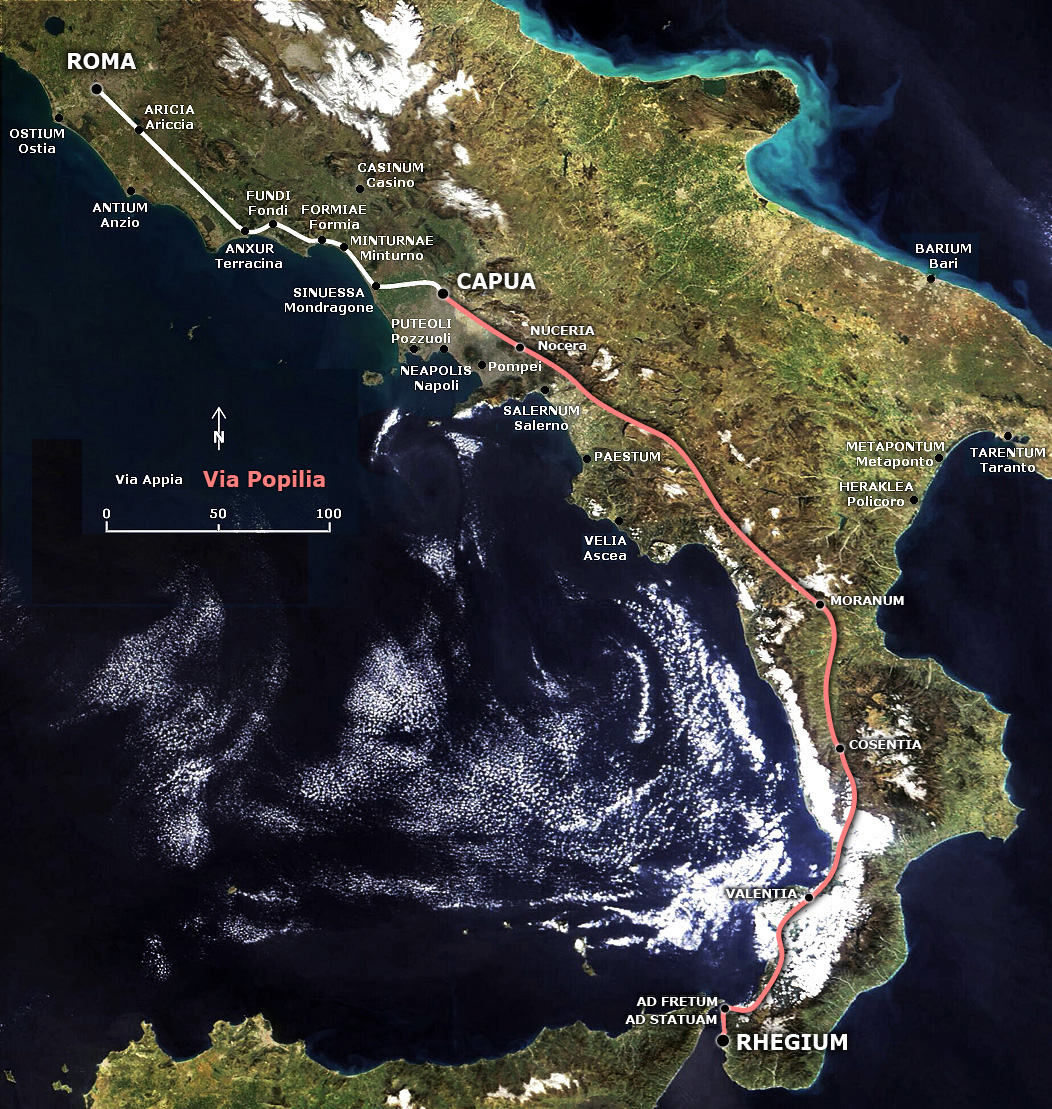
Via Popilia, de Capoue à Rhégium (Reggio de Calabre)

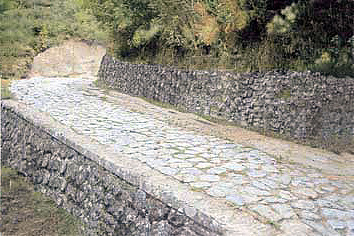
Section reconstituée de la Via Popilia à Rhégium (Reggio de Calabre)

La Via Capua - Rhegium (Via ab Regio ad Capuam), connue comme Via Popilia ou Via Annia, une importante voie romaine construite en 132 av.J.-C.. En cette année, la magistrature romaine décrète la construction d’une route qui relirait Rome avec la Civitas foederata Regium, à l’extrême pointe de la péninsule italienne.
Sur cette voie, fut découvert le cippe de Polla, trouvé à San Pietro di Polla, près de Polla. Il porte gravé de manière explicite le détail de son itinéraire et de son histoire. Il donne les distances en milles romains en allant vers le nord jusqu'à Capoue et à Nuceria, puis vers le sud, jusqu'à Muranum, Consentia, Valentia et Regium. Selon cette inscription, la distance totale de Capoue à Rhégium était de 321 milles, soit 475 km.

### Le parcours
La route se séparait de la via Appia dans la cité antique de Capua et rejoignait Nola, Nuceria Alfaterna (Nocera Inferiore) puis Salernum (Salerne) sur la mer Thirénienne.
De là, la route se dirigeait vers la plaine du fleuve Sélé, traversant la cité de Eburum, l'actuelle Eboli. Après avoir touché la confluence entre les fleuves Sélé et Tanagro, la via Capua - Rhegium pointait au Sud en remontant le parcours de ce dernier, jusqu’à rejoindre le Vallo di Diano, un haut plateau où, à l’époque, étaient situées les cités romaines de Atina (Atena Lucana), Tegianum, Consilinum (Sala Consilina), Sontia (sanza) et les pagus de Marcellianum et Forum Anni, puis Forum Popilii.
Plusieurs de ces établissements furent dévastés par Alaric Ier en 410 et seuls quelques-uns ont été reconstruits à l’époque médiévale, comme Forum Popilii reconstruit en position plus défensive sous le nom de Polla.
Passé le Vallo di Diano, la route se dirige au Sud vers l’antique cité, aujourd’hui disparue, de Nerulum et de là Muranum, l'actuel Morano Calabro. Dans son parcours jusqu’à Rhegium, la route traverse le territoire de Interamnium (San Lorenzo del Vallo) et les cités de Caprasia, l’actuelle Tarsia, Consentia (Cosenza) et Mamertum, connue comme Martirano et notée dans les chroniques romaines pour la résistance de ses habitants alliés de Rome contre Pyrrhus Ier dans la guerre de Pyrrhus en Italie et pour être à l’origine du nom des Mamertins, soldats mercenaires, fameux pour avoir joué un rôle de premier plan pendant la première guerre punique.
De Mamertum, en parcourant la via vers le Sud, on rejoint l’important nœud fluvial de Ad Sabatum Flumen, un passage obligé et d’importance stratégique pour la liaison dans la zone et pour rejoindre l’antique  Vibona, actuelle Vibo Valentia. Poursuivant le long de l’antique route romaine, on rejoint Hipponium, cité rebatisée Valentia et unie avec Vibo (actuelle Vibo Valentia). Avant de rejoindre son point final, la via Capua-Rhegium touchait Nicotera et l'important port de Scyllaeum (Scilla).